# Michele Arcangelo Lupoli
Michele Arcangelo Lupoli (Frattamaggiore, Reino de Nápoles, 22 de septiembre de 1765 -
Nápoles, Reino de las Dos Sicilias, 28 de julio de 1834) fue un arzobispo católico, teólogo, literato y arqueólogo italiano.
Pariente del obispo Vincenzo Lupoli, Michele Arcangelo fue el artífice de la traslación de los restos de San Sossio de Miseno y San Severino de Nórico desde Nápoles a Frattamaggiore.